# Monasterio de San Agustín (Sevilla)

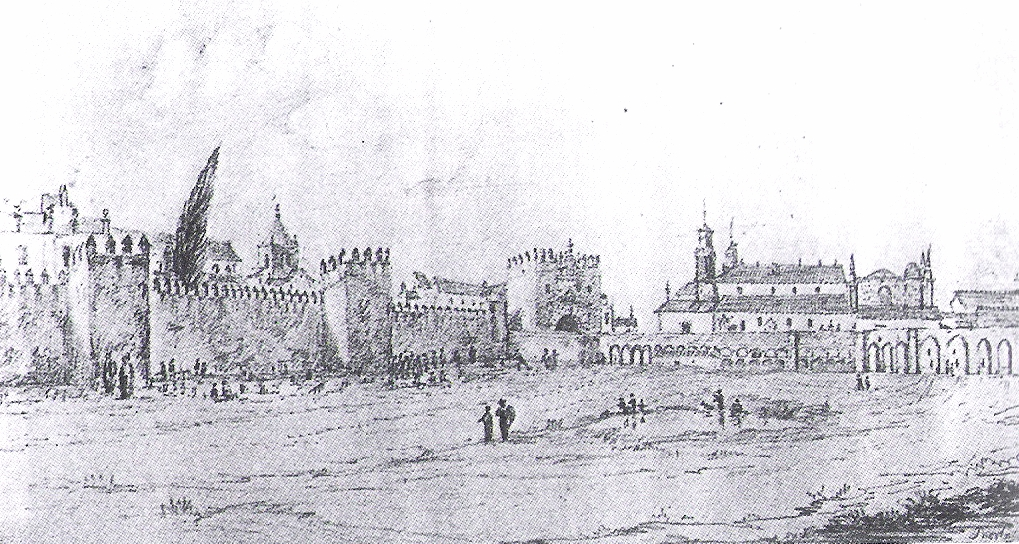
Exterior de la puerta de la Carne. A la derecha se encuentra el monasterio de San Agustín. Richard Ford, 1831

El monasterio de San Agustín, también referido como Casa Grande de San Agustín, fue un antiguo establecimiento religioso de Sevilla (Andalucía, España) fundado en el siglo XIII por la orden de los agustinos. Se encontraba situado fuera de las murallas de la ciudad frente a la Puerta de Carmona. Pertenecía a la orden de San Agustín.

## Historia
El monasterio pudo haberse fundado en 1248, 1249 o 1292. Fue construido frente a la Puerta de Carmona. Era el principal de los 36 conventos agustinos de Andalucía. La capilla mayor se edificó en el siglo XIV con patrocinio de la familia Carranza. También recibió donaciones de Pedro Ponce de León.
En el siglo XVI ya era uno de los más monumentales de Sevilla, junto con la Casa Grande de San Francisco, el Monasterio de San Jerónimo de Buenavista, el Monasterio de la Cartuja y el Monasterio de San Pedro.
Con la invasión francesa de Sevilla en 1810 el convento fue expoliado y los agustinos expulsados. El edificio fue destinado a cuartel para las tropas. Cuando la ciudad fue recuperada por un contingente hispano-británico en 1812 el convento fue usado por los militares para el Real Cuerpo de Inválidos Inhábiles hasta el fin de la Guerra de Independencia, en 1814, cuando fue devuelto a los agustinos.
En la capilla mayor del monasterio estuvieron las tumbas de algunos miembros de la familia Ponce de León. Tras la destrucción de las tumbas por los franceses en 1810, se realizaron unas nuevas lápidas en 1818, costeadas por la duquesa de Gandía. En 1835 tuvo lugar la desamortización del monasterio. Las tumbas fueron trasladadas a la iglesia de la Anunciación a instancias del clérigo Manuel López Cepero, con la autorización de los herederos, representados por el duque de Osuna, en 1840. En la década de 1970 se trasladaron al Panteón de Sevillanos Ilustres, de la misma iglesia.
El monasterio fue desamortizado en 1835 y los frailes se marcharon. En 1837 fue reconvertido en cárcel. Durante su cautiverio, los presos realizaban labores artesanales de carpintería, zapatería, espartería, etc.
En 1880 el edificio dejó de ser usado como cárcel y se subasta una parte. En adelante, el inmueble tendrá diversos usos: almacenes de una empresa privada, cuartel de intendencia, etc. A finales del siglo XIX y a principios del XX sufrió algunas demoliciones para construir viviendas. En la actualidad permanece semi-abandonado.
Hoy se conservan restos de importancia, como el refectorio gótico, algunos dormitorios, gran parte del claustro principal, la escalera por la que se accedía a los pisos altos y la portada renacentista de Hernán Ruiz el Joven. En 1964 fue declarado Monumento Histórico-Artístico. En 2022, el ayuntamiento de la ciudad, aprobó su conversión en hotel.

## Capillas, retablos y altares
- Retablo mayor. Era obra de Bernardo Simón de Pineda fechado en 1664, y dorado por Juan Valdés Leal en 1670; en sus calles laterales se integraba un conjunto de pinturas sobre la vida de San Agustín realizadas por Murillo y de las que se conservan algunas en el Museo de Bellas Artes sevillano. En el siglo XIX fue sustituido por otro retablo de tipo neoclásico, desaparecido con la desamortización del convento.[4]
- Capilla de la Ntra. Sra. de Guadalupe, de México. En su origen se denominó del Nacimiento, siendo entregada por el convento el 12 de marzo de 1528, como capilla funeraria a Alonso de la Barrera (mayordomo del duque de Arcos) y a su mujer, Ana Sánchez, así como al yerno de estos, Fernando de Olivares. Posteriormente fue renombrada como de Santa Mónica, entre 1666 y 1679, volviendo a cambiar de nombre cuando la comunidad agustina la entregó al capitán Domingo de Rojas en el año 1679. Rojas como limosna pagó 200 ducados y se comprometió a financiar una memoria de 10 misas cantadas anuales (150 reales), además de costear un retablo nuevo por valor de 600 ducados de vellón, que estaba presidido por el lienzo de Nuestra Señora de Guadalupe de México, de ahí el cambio de nombre de la misma.[5] Fue una de las primeras capillas que se le dedicaron en Sevilla, “Puerto y Puerta de Indias”. A los pocos años, en 1702, fue transferida al genovés Juan Bautista Cavaleri, comerciante y Veinticuatro de Sevilla, que mantuvo su advocación, pues había vivido en Nueva España  (1674-1683). Una capilla Cavaleri que cobra interés, pues la historiografía la ha vinculado con la serie que hizo Bartolomé Esteban Murillo sobre Santo Tomás de Villanueva.
- Capilla de Santo Tomás de Villanueva. Entregada por la comunidad agustina al Capitán Juan Van Nes y su esposa Feliciana Pott de Lima en 1690.[6]
- Capilla de San José. Entregada a Dª Catalina de Zúñiga también en 1690.[6]

## Patrimonio procedente del convento
En el monasterio se encontraban las siguientes pinturas:
- Pinturas del retablo mayor de la iglesia. Bartolomé Esteban Murillo, entre 1664-1670.[7]
  - Ángeles. Colección del Conde de Normaton. Rignwood, Hampshire.
  - Ángeles con atributos episcopales. Colección de D. T. Watsin. Nueva York.
  - Ángeles. Colección del conde de Toreno. Sevilla.
  - San Agustín con la Santísima Trinidad. Museo de Bellas Artes de Sevilla.
  - San Agustín con la Virgen y el Niño. Museo de Bellas Artes de Sevilla.

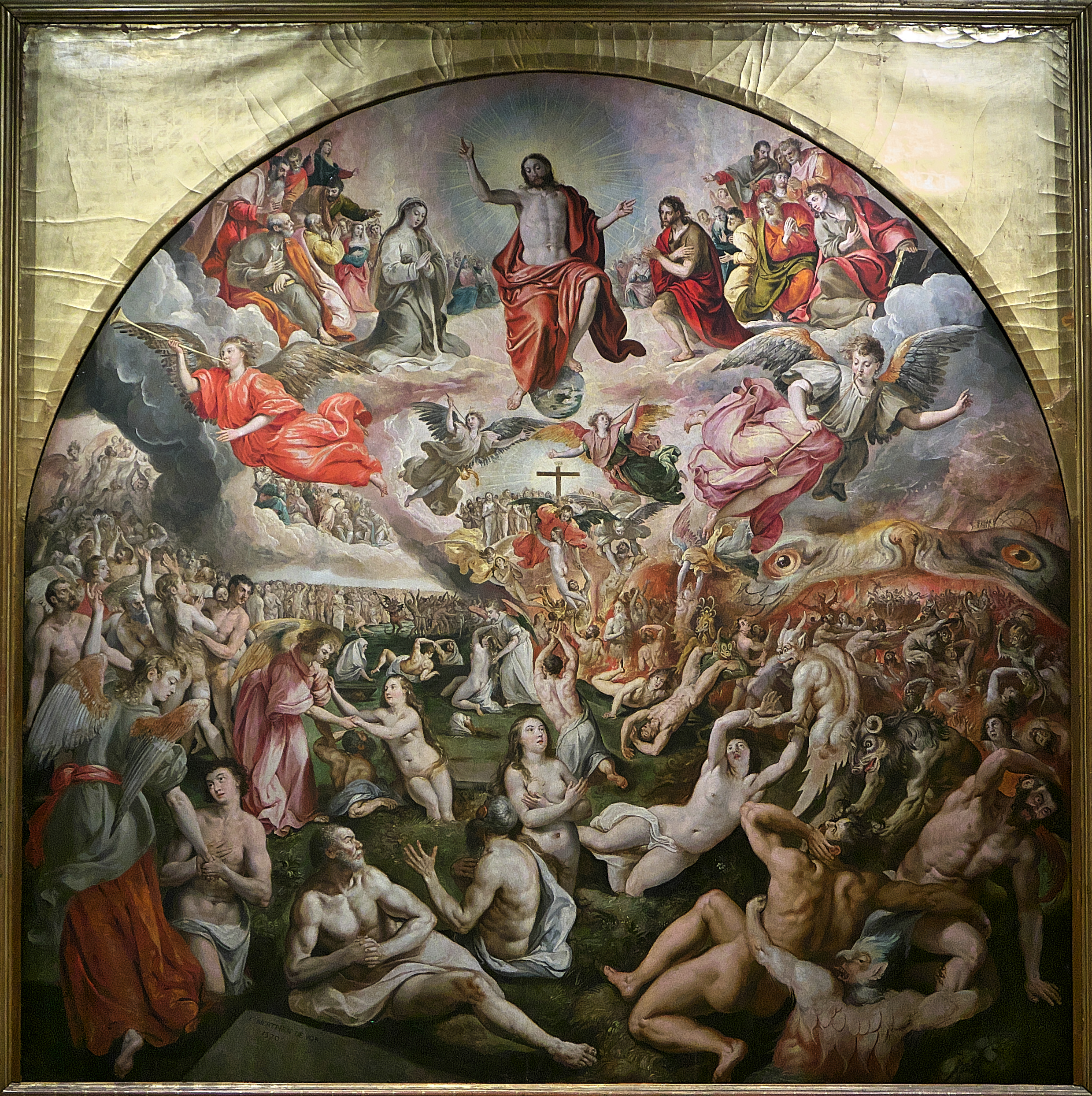
Juicio Final, Martín de Vos

- Pinturas del retablo de Santo Tomás de Villanueva. Bartolomé Esteban Murillo, entre 1665-1670.[8]
  - Santo Tomás de Villanueva repartiendo su ropa. Museo de Arte de Cincinnati.
  - Santo Tomás de Villanueva bendiciendo a un tullido. Pinacoteca Antigua de Múnich.
  - Santo Tomás de Villanueva orando ante el Crucifijo. Museo de Bellas Artes de Sevilla.
  - Santo Tomás de Villanueva dando limosna. Museo Norton Simon. Pasadena.

- Pinturas de un retablo de la iglesia. Martín de Vos. 1570. Museo de Bellas Artes de Sevilla.[9]
  - Juicio Final.
  - San Francisco.
  - San Agustín.

- Serie de la vida de san Agustín para el claustro principal del convento. Juan Ruiz Soriano. Hacia 1730. Casa de Ejercicios Espirituales de San Juan de Aznalfarache.
  - San Agustín conversando con san Ambrosio.
  - Visión de la Santísima Trinidad.
  - San Agustín instruyendo a sus discípulos.
  - El misterio de la Santísima Trinidad.
  - San Agustín proclamado sacerdote.
  - San Agustín con Cristo y la Virgen.
  - San Agustín lavando los pies a Cristo.
  - San Agustín curando a un enfermo.
  - Muerte de san Agustín.
  - Entierro de san Agustín.

- Inmaculada Concepción. Juan de Valdés Leal. Entre 1670-1672. Museo de Bellas Artes de Sevilla.[10]
- Asunción de la Virgen. Juan de Valdés Leal. Entre 1670-1672. Museo de Bellas Artes de Sevilla.[10]
- San Agustín. Bartolomé Esteban Murillo. Hacia 1665-1670. Iglesia de San Agustín. Brooklyn, Nueva York.[10]
- Nuestra Señora de la Correa. Juan Luis Soriano. Hacia 1730. Archivo de Protocolos Notariales de Sevilla.[10]
- Paneles cerámicos del claustro principal. Hacia 1575. Palacio de la Condesa de Lebrija. Sevilla.

Algunas esculturas del monasterio fueron a parar a la Iglesia de San Roque en 1835. Fueron destruidas 1936, cuando la iglesia fue arrasada por grupos anticlericales. Consta la desaparición de las siguientes obras de autor anónimo: Crucificado (siglo XV), Virgen de la Granada (último tercio del siglo XVI), San Nicolás de Tolentino (primer tercio del siglo XVI) y Santo Tomás de Villanueva (finales del siglo XVI).